# Popești (gmina Săpata)
Popești – wieś w Rumunii, w okręgu Ardżesz, w gminie Săpata. W 2011 roku liczyła 233 mieszkańców.